# Loch Eilt
Loch Eilt ist ein Süßwassersee in Schottland und liegt etwa 30 km westlich von Fort William in einer sehr spärlich besiedelten Gegend. Am nördlichen Ufer verläuft die Panoramastraße Road to the Isles, am südlichen Ufer die West-Highland-Eisenbahnstrecke auf der auch der dampfbetriebene Museumszug The Jacobite verkehrt. Auf dem See liegen mehrere kleine Inseln. Der See war Schauplatz in mehreren Filmen, darunter Local Hero (1980), und mehrere Harry-Potter-Filme.